# Grand Hyatt Colombo
Grand Hyatt Colombo (Sinhala: ග්රෑන්ඩ් හයට් කලම්බු) là một khách sạn năm sao 47 tầng ở Colombo, Sri Lanka. Khách sạn có 475 phòng khách và 84 căn hộ dịch vụ. Đây là khách sạn mang thương hiệu Hyatt đầu tiên ở Sri Lanka. Khách sạn nằm cạnh Trường Dự bị S. Thomas ở Colombo 3.